# Олд-Бетпейдж (Нью-Йорк)
Олд-Бетпейдж (англ. Old Bethpage) — переписна місцевість (CDP) в США, в окрузі Нассау штату Нью-Йорк. Населення — 6403 особи (2020).

## Географія
Олд-Бетпейдж розташований за координатами 40°45′3″ пн. ш. 73°27′30″ зх. д. / 40.75083° пн. ш. 73.45833° зх. д. (40.750828, -73.458387).  За даними Бюро перепису населення США в 2010 році переписна місцевість мала площу 10,84 км², з яких 10,83 км² — суходіл та 0,01 км² — водойми.

## Демографія
Згідно з переписом 2010 року, у переписній місцевості мешкали 5523 особи в 1894 домогосподарствах у складі 1547 родин. Густота населення становила 509 осіб/км².  Було 1927 помешкань (178/км²).
Расовий склад населення:
| - 92,1 % — білих - 6,2 % — азіатів - 0,2 % — чорних або афроамериканців |

До двох чи більше рас належало 1,0 %. Частка іспаномовних становила 3,4 % від усіх жителів.
За віковим діапазоном населення розподілялося таким чином: 25,3 % — особи молодші 18 років, 57,0 % — особи у віці 18—64 років, 17,7 % — особи у віці 65 років та старші. Медіана віку мешканця становила 43,6 року. На 100 осіб жіночої статі у переписній місцевості припадало 93,2 чоловіків;  на 100 жінок у віці від 18 років та старших — 89,9 чоловіків також старших 18 років.
Середній дохід на одне домашнє господарство  становив 143 122 долари США (медіана — 117 600), а середній дохід на одну сім'ю — 166 601 долар (медіана — 143 155). Медіана доходів становила 101 846 доларів для чоловіків та 64 792 долари для жінок. За межею бідності перебувало 2,8 % осіб, у тому числі 2,3 % дітей у віці до 18 років та 5,2 % осіб у віці 65 років та старших.
Цивільне працевлаштоване населення становило 2652 особи. Основні галузі зайнятості: освіта, охорона здоров'я та соціальна допомога — 27,3 %, науковці, спеціалісти, менеджери — 15,3 %, фінанси, страхування та нерухомість — 12,0 %, роздрібна торгівля — 11,8 %.

## Відомі люди
- Джон Севедж (* 1949) — американський актор.